# Исстадион (стадион, Эскильстуна)
Стадион «И́сста́дион» (швед. Isstadion) — спортивное сооружение в Эскильстуне, Швеция. Сооружение предназначено для проведения матчей по хоккею с мячом. Арену для домашних игр использует команда по хоккею с мячом «Хеллефорснес». Трибуны спортивного комплекса вмещают 4 000 зрителей.
Открыта арена в 1967 году. Рекорд посещаемости равен 6 262 человек, установлен в 1/4 финала чемпионата Швеции 1978/1979, в матче команд «Хеллефорснес» — «Вестерос».
Инфраструктура: искусственный лёд.

## Информация
Адрес: ул. Чулавеген 31, Эскильстуна.